# محمود قشلاق
محمود قشلاق (به ترکی آذربایجانی: Mahmudqışlaq) یک منطقه مسکونی در جمهوری آذربایجان است که در شهرستان قوبا واقع شده است.